# Хондродит

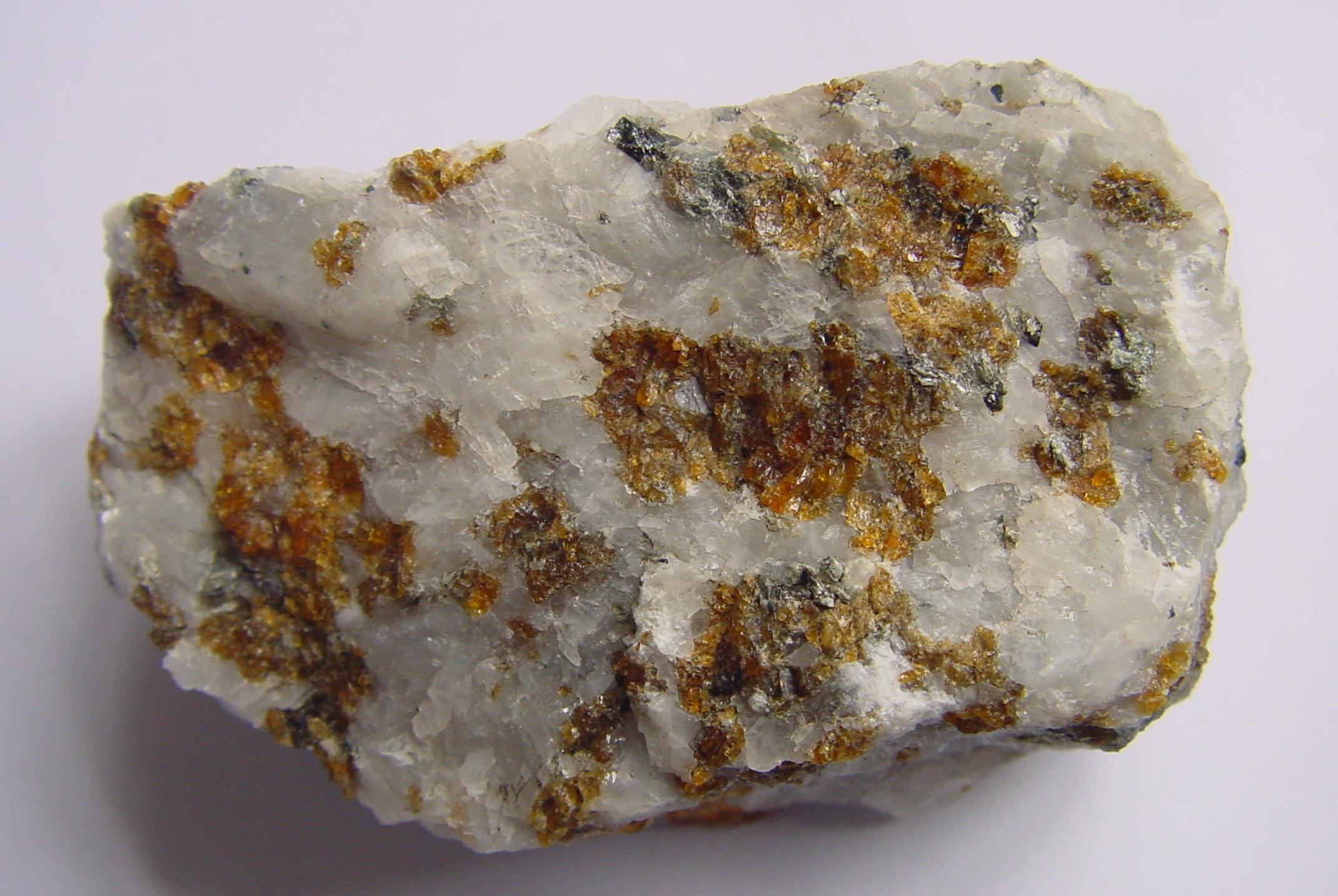
Хондродит

Хондродит — мінерал, гідроксилсилікат магнію острівної будови, який містить флуор. Група гуміту.
Від грецького «хондрос» — зерно (d'Ohsson, 1817).
Синоніми: брокчит, лангстафіт.

## Опис
Хімічна формула:
- 1. За Є. К. Лазаренком та К.Фреєм: Mg5(SiO4)2(FOH)2.
- 2. За Г.Штрюбелем та З. Х. Ціммером: (Mg, Fe2+)5[(SiO4)2|(FOH)2].

Склад у % (з г. Монте-Сомма, Італія): MgO — 56,46; SiO2 — 33,87; F — 5,15; H2O — 2,82.
Домішки: FeO, Al2O3, CaO.
Сингонія моноклінна. Призматичний вид. Форми виділення: переважно зерна, іноді масивні аґреґати, лінзоподібні щільні утворення, рідко — короткостовчасті, призматичні або таблитчасті кристали, полісинтетичні двійники. Густина 3,1-3,2. Тв. 6,0-6,75. Колір жовто-зелений, жовтий до червоного. Блиск скляний до жирного. Напівпрозорий. Злом нерівний, часто раковистий. Зустрічається найчастіше в докембрійських доломітових мармурах в асоціації з флогопітом, шпінеллю, олівіном, піроксенами, ґранатом, піротином та графітом та ін. Утворюється при контактово-пневматолітових процесах. В умовах пізнього гідротермального метаморфізму переходить у серпентин.

## Поширення
Рідкісний. Знахідки: Вунзідель (Фіхтель), Пассау (Баваря) — ФРН, Злотий-Шток (Польща), Таберґ і Кавелторп (Швеція), шт. Нью-Йорк та Нью-Джерсі (США), Слюдянка (Прибайкалля, РФ).

## Різновиди
Розрізняють: хондродит титановий (різновид хондродиту з Шишимських гір на Уралі, який містить понад 8 % TiO2).